# Ceratophyllus fringillae
Ceratophyllus fringillae är en loppart som först beskrevs av Walker 1856.  Ceratophyllus fringillae ingår i släktet Ceratophyllus och familjen fågelloppor. Inga underarter finns listade i Catalogue of Life.